# Contra viento y marea (telenovela de 2005)

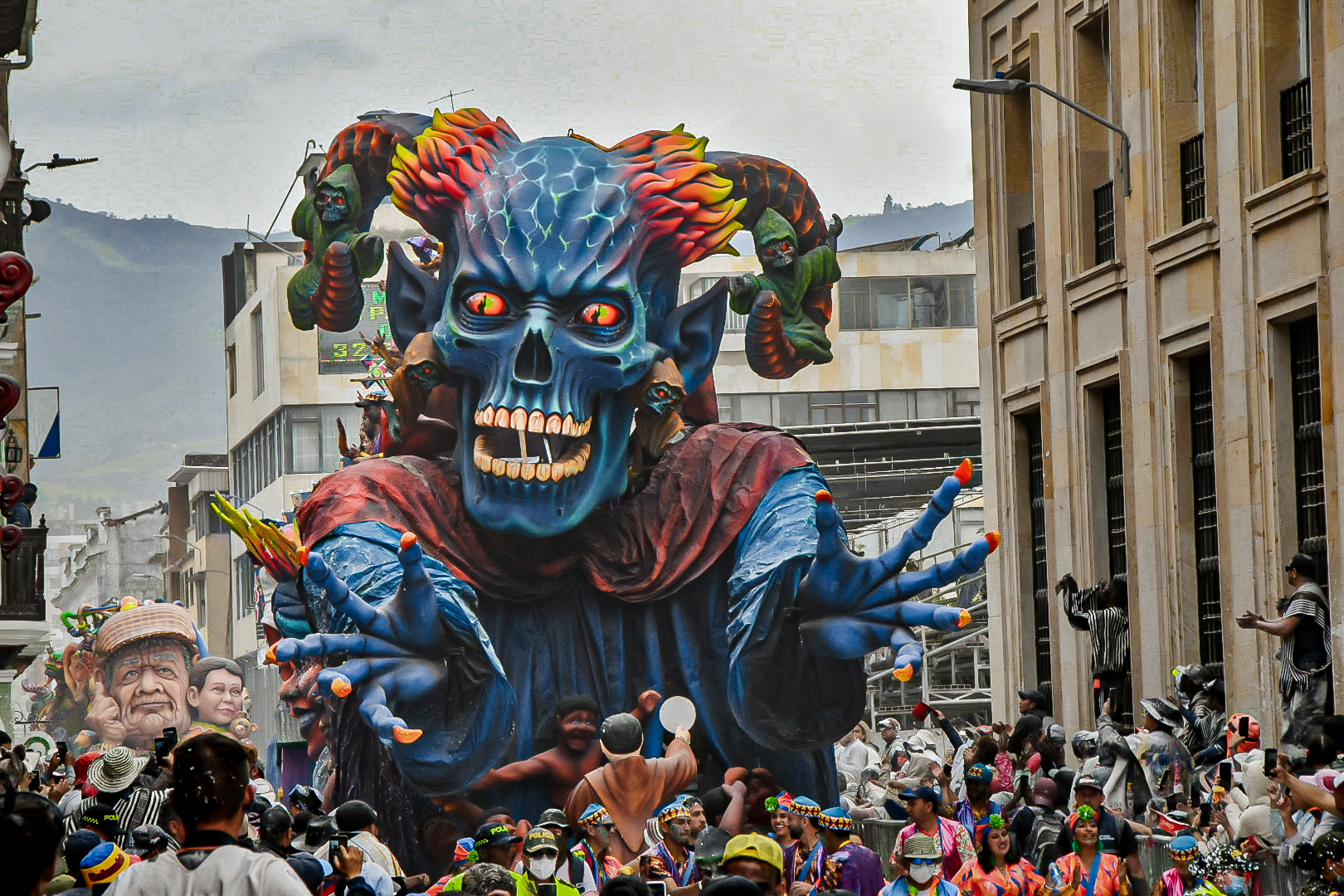
Imagen de la carroza de la telenovela

Contra viento y marea es una telenovela mexicana producida por Nicandro Díaz que se transmitió en 2005 por Televisa. 
Es una historia original de Manuel Muñoz Rico y José Simón Escalona, adaptada por Kary Fajer y Gabriela Ortigoza. La telenovela tiene locaciones en el estado de México y las hermosas playas de Colima. 
Protagonizada por Marlene Favela y Sebastián Rulli, con las participaciones antagónicas de Azela Robinson, Ernesto D'Alessio y Alberto Estrella. con la actuación especial de Adriana Fonseca.

## Sinopsis
La huérfana Natalia se cría en Colima al amparo de su tía y soportando el odio de su tío. Este odio se vuelve sucia pasión cuando Natalia se convierte en una bella joven. Natalia escapa de los intentos de violación de su tío, pero este la vende a un burdel. La muchacha vuelve a escapar, gracias a la ayuda de Valente, uno de sus captores, que se apiada de ella y da su vida para lograr la libertad de Natalia.
Esta regresa a casa de su tía, que agonizante, se la encarga a su amiga Carlota, cuyo único interés en la muchacha, es un dinero que Natalia heredará al cumplir 23 años. Carlota lleva a Natalia a vivir en casa de su hija Apolonia, una mujer cruel e hipócrita que domina a su familia con su fingida respetabilidad.
Lejos está Natalia de imaginarse que Apolonia era amante de Valente, y que es la dueña del burdel que la compró. Pasan los años, Natalia estudia administración de empresas y su belleza le atrae dos pretendientes: Eduardo, su compañero de universidad, y el infortunado Sebastián. Natalia ama a Sebastián, sin saber que es el hermano mellizo de Eduardo.

## Elenco
- Marlene Favela - Natalia Ríos Alcocer
- Sebastián Rulli - Sebastián Cárdenas / Sebastián Ortigoza Rudell
- Azela Robinson - Apolonia Rudell Zurita Vda. De Serrano
- Beatriz Sheridan - Doña Carlota Zurita Vda. de Rudell
- Adriana Fonseca - Sandra Serrano Rudell de Balmaceda
- Ernesto D'Alessio - Eduardo Cárdenas
- Kika Edgar - Regina Campos /Álvaro Serrano/ Luna Gitana
- Alberto Estrella - Valente Ortigoza / Franco Gallardo
- Silvia Manríquez - Amparo Contreras de Cárdenas
- Armando Araiza - Imanol Balmaceda Sandoval
- Teo Tapia - León Marino
- Jorge Poza - Mateo Lizárraga
- Luis Couturier - Don Teodoro Serrano
- Evita Muñoz "Chachita" - Doña Cruz Cárdenas
- Nicky Mondellini - Constanza Sandoval de Balmaceda
- Alexis Ayala - Ricardo Sandoval
- Roberto Ballesteros - Arcadio
- Miguel Galván - Adán
- Jacqueline Voltaire - Odette
- Julio Camejo - Saúl Trejo "Veneno"
- Mariana Ávila - Zarela Balmaceda Sandoval
- Carlos Balart - Fidel Rodas
- Marco Méndez - Renato Alday
- Yolanda Ventura - Isabel
- Claudia Silva - Hillary
- Juan Carlos Martín del Campo - Braulio
- Miguel Ángel Biaggio - Cuco
- Yula Pozo - Tirsa
- Juan Carlos Serrán - Comandante Ruiz
- Carmen Amezcua - Lucía Campos
- Sylvia Suárez - Adelina
- Irina Areu - La Colorada
- Lucero Lander - Inés
- Arturo Peniche - Nazario
- Federico Pizarro - Héctor
- Aleida Núñez - Perla "Perlita"
- Alex Sirvent - José María "Chema"
- Daniel Habiff - Frank Balmaceda Sandoval
- Uberto Bondoni - Almeja
- Sergio Acosta - Mike
- José Luis Cantú - Cheleque
- Myrrah Saavedra - Yuraima
- Úrsula Montserrat - Rita
- Xorge Noble - Cuasimodo "El Tuerto"
- Maribel Palmer - Erika Rudell
- Elizabeth Aguilar - La Coyota
- Liz Vega - Juncal
- Óscar Morelli - General Valdez
- Julio Monterde - Padre Dimas
- Elizabeth Álvarez - Minerva de Lizárraga
- Miguel Garza - Fabricio
- Ana Luisa Peluffo - Bibi de la Macorra
- Sion Jenne - Itzel
- Paty Romero - Odalis #1
- Jackeline Arroyo - Odalis #2
- Gloria Chávez - Vilma
- Marisol González - Melissa
- Gerardo Quiroz
- Alfonso Munguía - Domingo Rojas
- Luis Fernando Madriz - "Chito"
- Charly Alberto - Beni
- Rubén Olivares "El Púas" - Rubén
- Vicente Herrera - Macaco
- Mario Figueroa - Fabián
- Fabián Robles - Jerónimo
- Rafael del Villar - Omar
- Humberto Elizondo - Quiñones
- Ricardo Vera - Lic. Sepúlveda
- Rafael Amador - Sr. Islas
- Jorge Van Rankin - Dr. Ornelas
- Toño Infante - Lino
- Javier Ruán - Sr. Chávez
- Kelchie Arizmendi - Fuensanta
- Danna Paola - Natalia (niña)
- Ángel Mar - Sebastián (niño)
- Daniela Aedo - Sandra (niña)
- Raúl Sebastián Villarreal - Eduardo (niño)
- Nicole Durazo - Sara (niña)
- Valentina Cuenca - Beatriz (niña)
- Valeria López Delgado - Rebeca (niña)
- Christian Stanley - Ernesto (niño)
- Óscar Alberto López - Rubén (niño)
- Antonio Medellín - Faustino
- José Luis Cordero - Pocholo
- Natasha Dupeyrón - Leslie

## Premios y nominaciones

### Premios Bravo
| Año  | Categoría          | Nominación por | Resultado |
| ---- | ------------------ | -------------- | --------- |
| 2006 | Mejor primer actor | Luis Couturier | Ganador   |

## Versiones
- Contra viento y marea es una versión reciente de la telenovela venezolana La loba herida, realizada en 1992 por la desaparecida productora independiente Marte Televisión y coproducida junto a la cadena de TV Telecinco de España. Fue dirigida por Tito Rojas y protagonizada por Mariela Alcalá y Carlos Montilla.